# NATO-Gipfel in Wales 2014

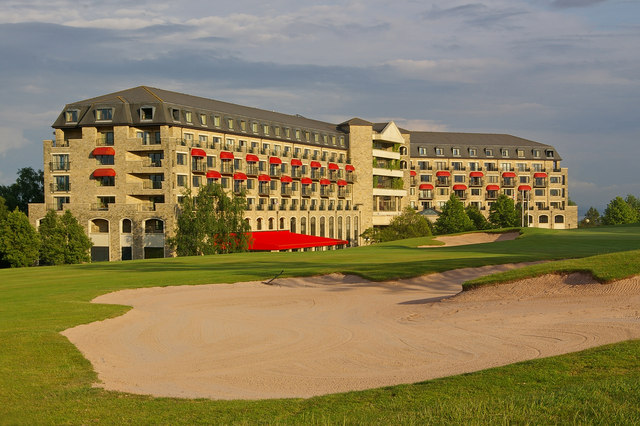
Ort des Treffens: Celtic Manor Resort

Der NATO-Gipfel in Wales 2014 war ein Treffen der Staats- und Regierungschefs der NATO-Mitgliedstaaten. Er fand am 4. und 5. September 2014 in Newport, Wales statt. Diese Gipfeltreffen finden sporadisch statt und ermöglichen den Regierenden und offiziellen Vertretern der NATO-Verbündeten, aktuelle Themen zu erörtern und strategisch zu planen. Den Gipfel 2014 bezeichnete der ehemalige NATO-Oberbefehlshaber James Stavridis als den wichtigsten seit dem Fall der Berliner Mauer.
Im März 2014 hatten russische Truppen ohne Hoheitsabzeichen die Halbinsel Krim überraschend besetzt und Russland hatte Tage später die Krim annektiert. 
Damit verstieß das Putin-Regime gegen mehrere völkerrechtliche Verträge. Frankreichs Präsident Chirac gab am Vortag des Gipfels bekannt, ein Amphibisches Angriffsschiff der Mistral-Klasse nicht an Russland zu liefern. 
Dieses Angriffsschiff war bereits provisorisch Wladiwostok getauft worden.

## Ergebnisse des Gipfels

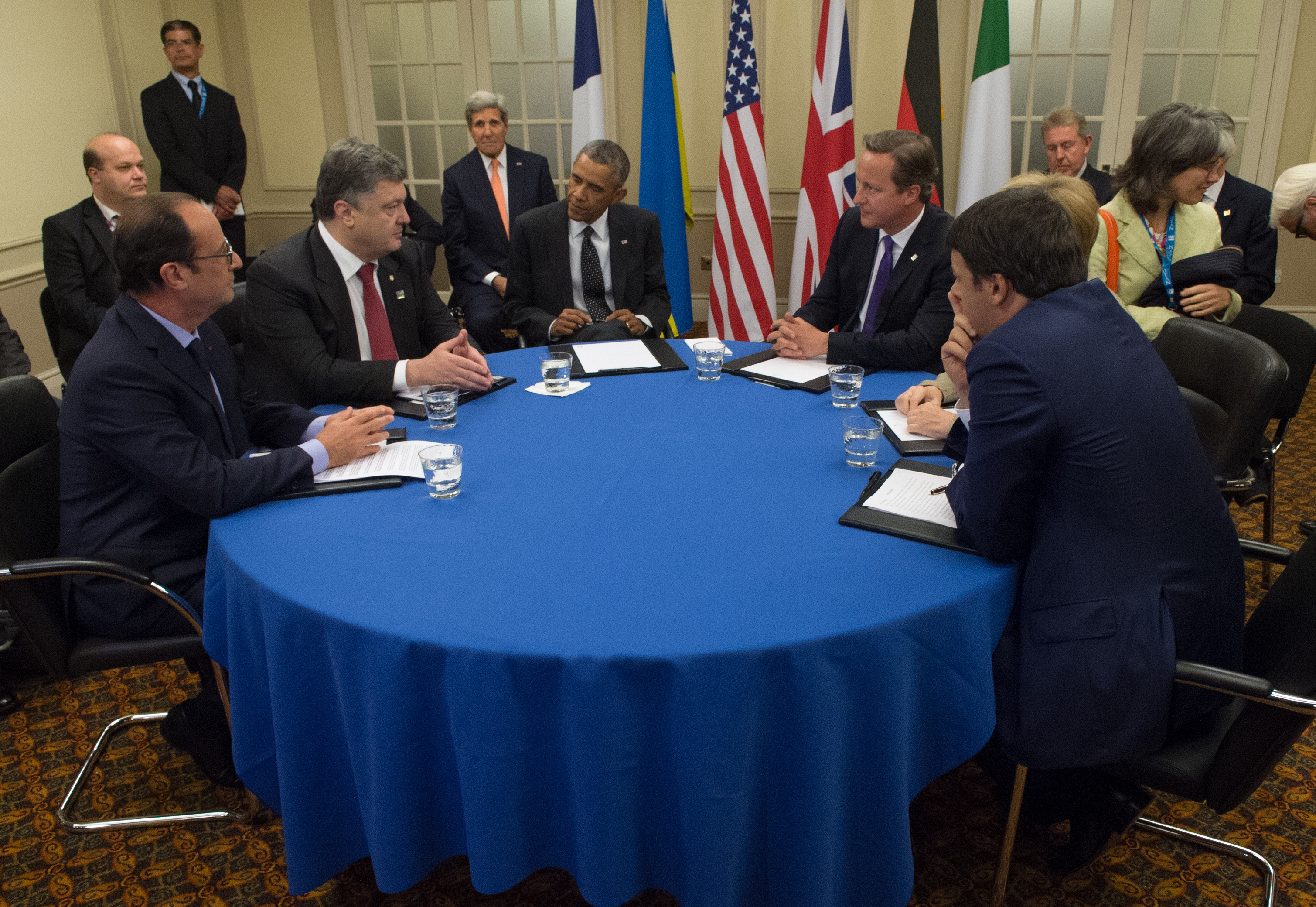
Der im Mai zum Präsidenten gewählte Petro Poroshenko mit den NATO Quint (Hollande, Obama, Cameron, Renzi und Merkel)

Folgende Erklärungen und Vereinbarungen wurden beim Gipfel in Wales verabschiedet:
- Wales Summit Declaration[2]
- Joint Expeditionary Force agreement[3]
- NATO Readiness Action Plan[4]
- NATO Security Capacity Building Initiative[4]
- Armed Forces Declaration[5]
- Joint Statement of the NATO-Ukraine Commission[6]
- Declaration on Afghanistan[7]
- The Wales Declaration on the Transatlantic Bond[8]

### Defence Investment Pledge (Rüstungsinvestionen-Versprechen)
Der Gipfel 2014 griff das noch unverbindliche Zwei-Prozent-Ziel des NATO-Gipfels in Prag 2002 auf, der die Aufnahme der baltischen Staaten begleitete. Zum ersten Mal versprachen die Alliierten in der Summit Declaration (Punkt 14) auf der Basis von Artikel 3 des NATO-Vertrags, mindestens zwei Prozent ihres Bruttoinlandsprodukts für Verteidigung auszugeben und 20 % davon für neue Ausrüstung. Die Initiative ging von US-Verteidigungsminister Chuck Hagel aus. Auch Länder wie Deutschland, die weniger als 2 % ausgaben, stimmten zu, sich innerhalb einer Dekade auf dieses Ziel („will aim to move towards the 2% guideline within a decade ...“) hin zu orientieren. Auf dem NATO-Gipfel in Warschau 2016 bekräftigte US-Präsident Obama die Zielmarke und kritisierte die Nichterfüller, darunter Bundeskanzlerin Merkel („But for those of you doing the math, that means that the majority of allies are still not hitting that 2 percent mark -- an obligation we agreed to in Wales. So we had a very candid conversation about this.“) Sehr hart kritisierte darauf US-Präsident Trump auf dem NATO-Gipfel in Brüssel 2017 die nichtzahlenden Staaten. Vor allem die deutsche SPD unter dem Vorsitzenden und Außenminister Sigmar Gabriel sah die Basis für dieses Ziel nicht als realistisch an.

### Koalition gegen ISIS
Außerdem formten die USA eine multinationale Koalition im Kampf gegen ISIS.

## Teilnehmende Regierungschefs

### NATO-Mitgliedstaaten
| - Albanien – Premierminister Edi Rama - Belgien – Premierminister Elio Di Rupo - Bulgarien – Präsident Rossen Plewneliew - Kanada – Premierminister Stephen Harper - Kroatien – Präsident Ivo Josipović - Tschechien – Präsident Miloš Zeman - Dänemark – Premierministerin Helle Thorning-Schmidt - Estland – Premierminister Taavi Rõivas - Frankreich – Präsident François Hollande - Deutschland – Bundeskanzlerin Angela Merkel - Griechenland – Premierminister Andonis Samaras - Ungarn – Premierminister Viktor Orbán - Island – Premierminister Sigmundur Davíð Gunnlaugsson - Italien – Premierminister Matteo Renzi | - Lettland – Präsident Andris Bērziņš - Litauen – Präsidentin Dalia Grybauskaitė - Luxemburg – Premierminister Xavier Bettel - Niederlande – Premierminister Mark Rutte - Norwegen – Premierministerin Erna Solberg - Polen – Präsident Bronisław Komorowski - Portugal – Premierminister Pedro Passos Coelho - Rumänien – Präsident Traian Băsescu - Slowakei – Präsident Andrej Kiska - Slowenien – Premierminister Alenka Bratušek - Spanien – Premierminister Mariano Rajoy - Türkei – Präsident Recep Tayyip Erdoğan - Vereinigte Staaten – Präsident Barack Obama - Vereinigtes Königreich – Premierminister David Cameron - NATO – Generalsekretär Anders Fogh Rasmussen |

### Nicht-Mitglieder und Organisationen
| - Armenien – Präsident Sersch Sargsjan - Aserbaidschan – Präsident İlham Əliyev - Europäische Union – Präsident José Manuel Barroso - Europäische Union – EU-Ratspräsident Herman Van Rompuy - Europäische Union – Hohe Vertreterin der Europäischen Union für Außen- und Sicherheitspolitik Catherine Ashton - Finnland – Präsident Sauli Niinistö | - Georgien – Präsident Giorgi Margwelaschwili - Irland – Verteidigungsminister Simon Coveney - Jordanien – König Abdullah II. bin al-Hussein - Ukraine – Präsident Petro Poroschenko - Schweiz – Präsident Didier Burkhalter - Serbien – Verteidigungsminister Bratislav Gašić |

### Außenminister von NATO-Mitgliedstaaten
- Albanien – Ditmir Bushati
- Belgien – Didier Reynders
- Bulgarien – Daniel Mitov
- Frankreich – Laurent Fabius
- Deutschland – Frank-Walter Steinmeier
- Italien – Federica Mogherini[14]
- Norwegen – Børge Brende
- Spanien – José García-Margallo y Marfil
- Vereinigtes Königreich –  Philip Hammond
- Vereinigte Staaten – John Kerry